# Ляпіс (речовина)
Ля́піс, пекельний камінь (лат. lapis infernalis) — тверда суміш нітрату срібла(I) AgNO3 і нітрату калію KNO3. Використовується в медицині (ляпісний олівець) для припікання ранок. Використовується також у гомеопатії.

## З історії
Вперше ляпіс застосували лікарі Ян Баптиста ван Гельмонт (1579—1644) і Франциск де ла Бое Сільвій (1614—1672), які навчилися отримувати нітрат срібла взаємодією металу з азотною кислотою. При цьому протікає реакція:
Ag + 2HNO3 → AgNO3 + NO2 + H2O
Тоді-то і було виявлено, що дотик до кристалів отриманої срібної солі не проходить безслідно: на шкірі залишаються чорні плями, а при тривалому контакті — глибокі опіки. Пекельний камінь, щиро кажучи, не чистий нітрат срібла, а його сплав з нітратом калію, іноді відлитий у вигляді паличок — ляпісного олівця.
Ляпіс застосовується здавна. Лікувальна дія нітрату срібла полягає в придушенні життєдіяльності мікроорганізмів; у невеликих концентраціях він діє як протизапальний і терпкий засіб, а концентровані розчини, як і кристали AgNO3, припікають живі тканини.